# Max Krause (Arabist)
Max Krause (* 20. April 1909 in Darmstadt; † um den 18. Februar 1944 bei Winniza, Ukraine) war ein deutscher Arabist und Mathematikhistoriker.

## Leben
Seine Kindheit und Jugend verlebte er in Bremen, wo er das Realgymnasium besuchte, das er 1928 mit dem Reifezeugnis beendete. 
Krause studierte Orientalistik und Mathematik bei Arthur Schaade und Rudolf Strothmann in Hamburg, wo er 1936 promoviert wurde (Die Sphärik von Menelaos aus Alexandrien in der Verbesserung von Abu Nasr Mansur). Im selben Jahr veröffentlichte er den Katalog „Stambuler Handschriften islamischer Mathematiker“. Anschließend an seine Promotion bekam er ein Stipendium des Archäologischen Instituts des Deutschen Reichs für einen Aufenthalt in Istanbul. Am 24. November 1937 beantragte Krause die Aufnahme in die NSDAP und wurde rückwirkend zum 1. Mai desselben Jahres aufgenommen (Mitgliedsnummer 5.271.183).
Er war Assistent am Institut für Orientalistik in Hamburg, bevor er im Zweiten Weltkrieg eingezogen wurde. Er fiel auf dem besetzten Gebiet der Sowjetunion.

## Schriften
- Die Sphärik von Menelaos aus Alexandrien in der Verbesserung von Abū Naṣr Mansūr B. ʿAli B. ʿIrāq. Mit Untersuchungen zur Geschichte des Textes bei den islamischen Mathematikern. Berlin 1936 (Dissertation). Nachdruck Frankfurt am Main 1998
- Stambuler Handschriften islamischer Mathematiker. In: Quellen und Studien zu Geschichte der Mathematik, Astronomie und Physik. Abteilung B, Studien, Band 3 (1936), S. 437–532